# Saint-Aignan (Ardennes)
Pour les articles homonymes, voir Saint-Aignan.
Saint-Aignan est une commune française, située dans le département des Ardennes en région Grand Est.

## Géographie

### Localisation
Saint-Aignan est un village ardennais du Massif ardennais situé en périphérie sud-ouest de Sedan, à 9 km à vol d'oiseau de cette ville, à 14 km au sud-est de Charleville-Mézières, à 15 km au sud de la frontière franco-belge et à 23 km de Bouillon.
Il se trouve dans l'aire d'attraction de Sedan, dans sa zone d'emploi et dans son bassin de vie.

### Communes limitrophes
Les communes limitrophes sont  Cheveuges, Chémery-Chéhéry, Hannogne-Saint-Martin, Omicourt, Sapogne-et-Feuchères et Villers-sur-Bar.

### Géologie et relief
La superficie de la commune est de 7,74 km2 ; son altitude varie de 148  à   268 mètres.

### Hydrographie

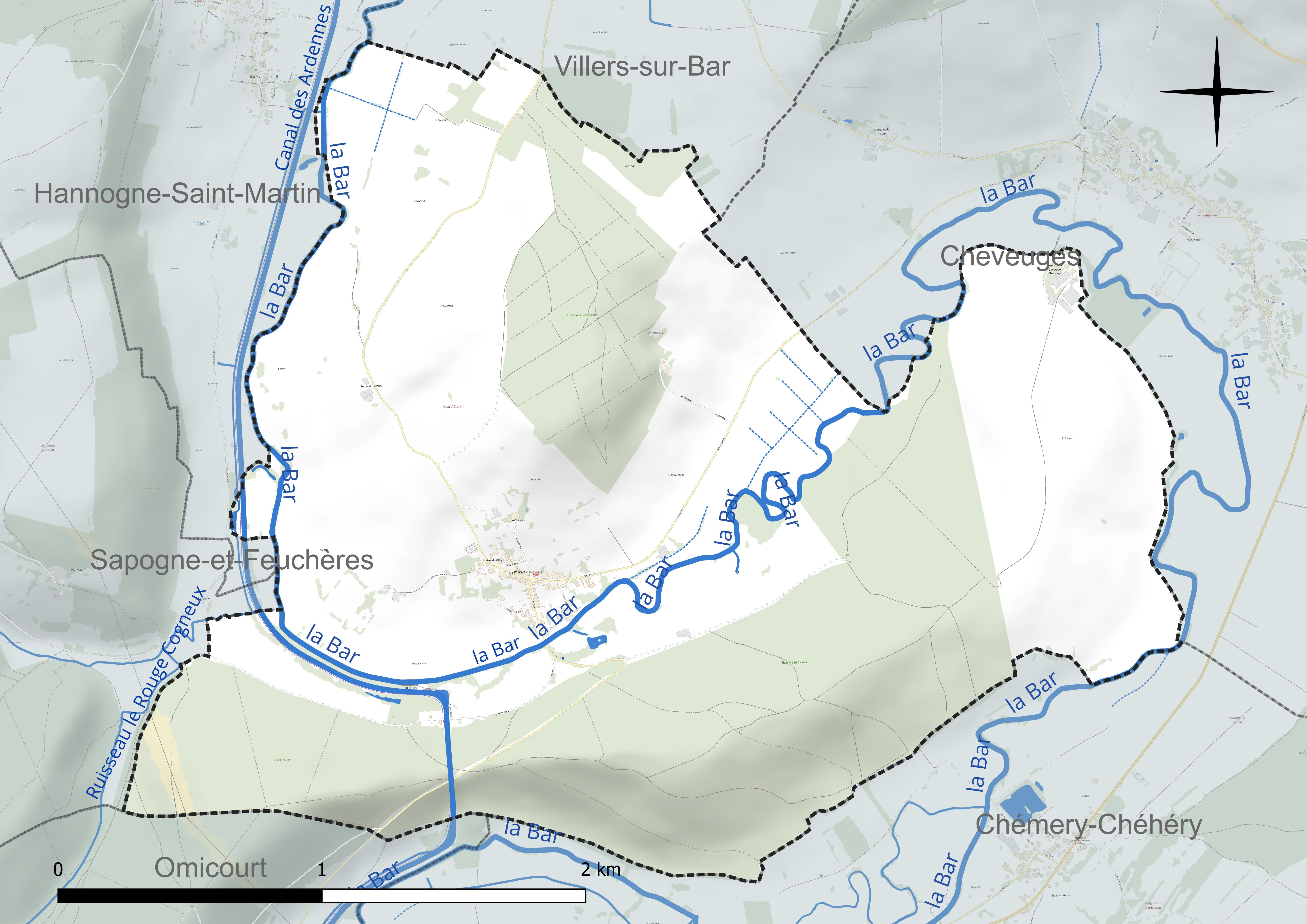
Réseau hydrographique de Saint-Aignan.

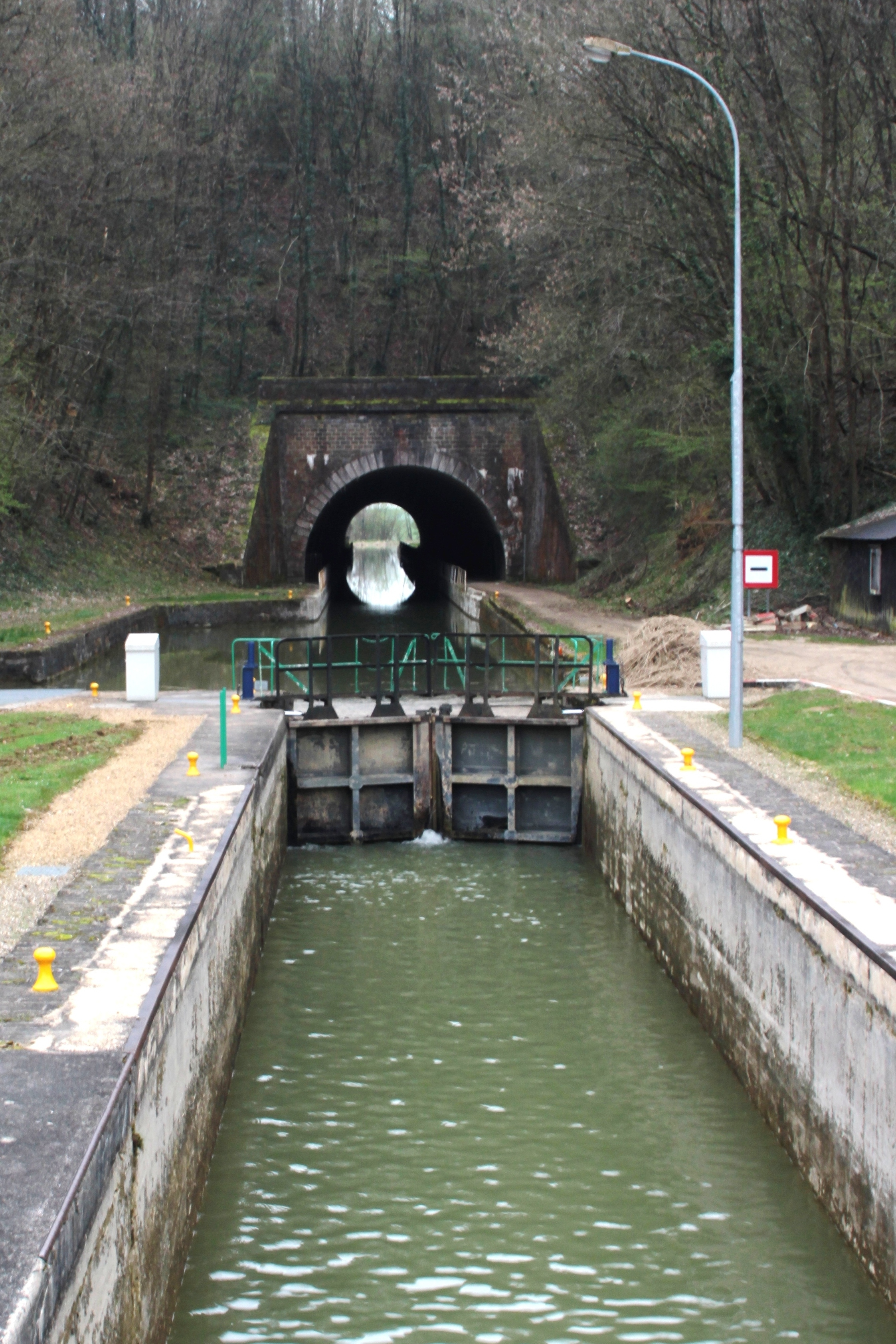
L'écluse 4 du canal à Saint-Aignan.

La commune est dans le bassin versant de la Meuse au sein du bassin Rhin-Meuse. Elle est drainée par la Bar, le canal des Ardennes  (versant Meuse) et le ruisseau le Rouge Cogneux,.
La Bar, d'une longueur de 62 km, prend sa source dans la commune de Harricourt et se jette  dans la Meuse à Dom-le-Mesnil, après avoir traversé 20 communes.
Le canal des Ardennes  (versant Meuse), d'une longueur de 30 km, est un chenal et un cours d'eau naturel navigable qui a son origine dans la commune de Bairon et ses environs et se jette  dans la Meuse à Dom-le-Mesnil, après avoir traversé dix communes.

### Climat
Pour des articles plus généraux, voir Climat du Grand Est et Climat des Ardennes.
En 2010, le climat de la commune est de type climat de montagne, selon une étude du Centre national de la recherche scientifique s'appuyant sur une série de données couvrant la période 1971-2000. En 2020, Météo-France publie une typologie des climats de la France métropolitaine dans laquelle la commune est exposée à un climat océanique altéré et est dans la région climatique Lorraine, plateau de Langres, Morvan, caractérisée par un hiver rude (1,5 °C), des vents modérés et des brouillards fréquents en automne et hiver.
Pour la période 1971-2000, la température annuelle moyenne est de 9,9 °C, avec une amplitude thermique annuelle de 15,2 °C. Le cumul annuel moyen de précipitations est de 906 mm, avec 13,8 jours de précipitations en janvier et 9,5 jours en juillet. Pour la période 1991-2020, la température moyenne annuelle observée sur la station météorologique de Météo-France la plus proche, « Douzy », sur la commune de Douzy à 14 km à vol d'oiseau, est de 10,5 °C et le cumul annuel moyen de précipitations est de 857,0 mm. 
La température maximale relevée sur cette station est de 40,3 °C, atteinte le 25 juillet 2019 ; la température minimale est de −14,8 °C, atteinte le 3 janvier 2004,,.
Les paramètres climatiques de la commune ont été estimés pour le milieu du siècle (2041-2070) selon différents scénarios d'émission de gaz à effet de serre à partir des nouvelles projections climatiques de référence DRIAS-2020. Ils sont consultables sur un site dédié publié par Météo-France en novembre 2022.

## Urbanisme

### Typologie
Au 1er janvier 2024, Saint-Aignan est catégorisée commune rurale à habitat dispersé, selon la nouvelle grille communale de densité à 7 niveaux définie par l'Insee en 2022.
Elle est située hors unité urbaine. Par ailleurs la commune fait partie de l'aire d'attraction de Sedan, dont elle est une commune de la couronne,. Cette aire, qui regroupe 31 communes, est catégorisée dans les aires de moins de 50 000 habitants,.

### Occupation des sols

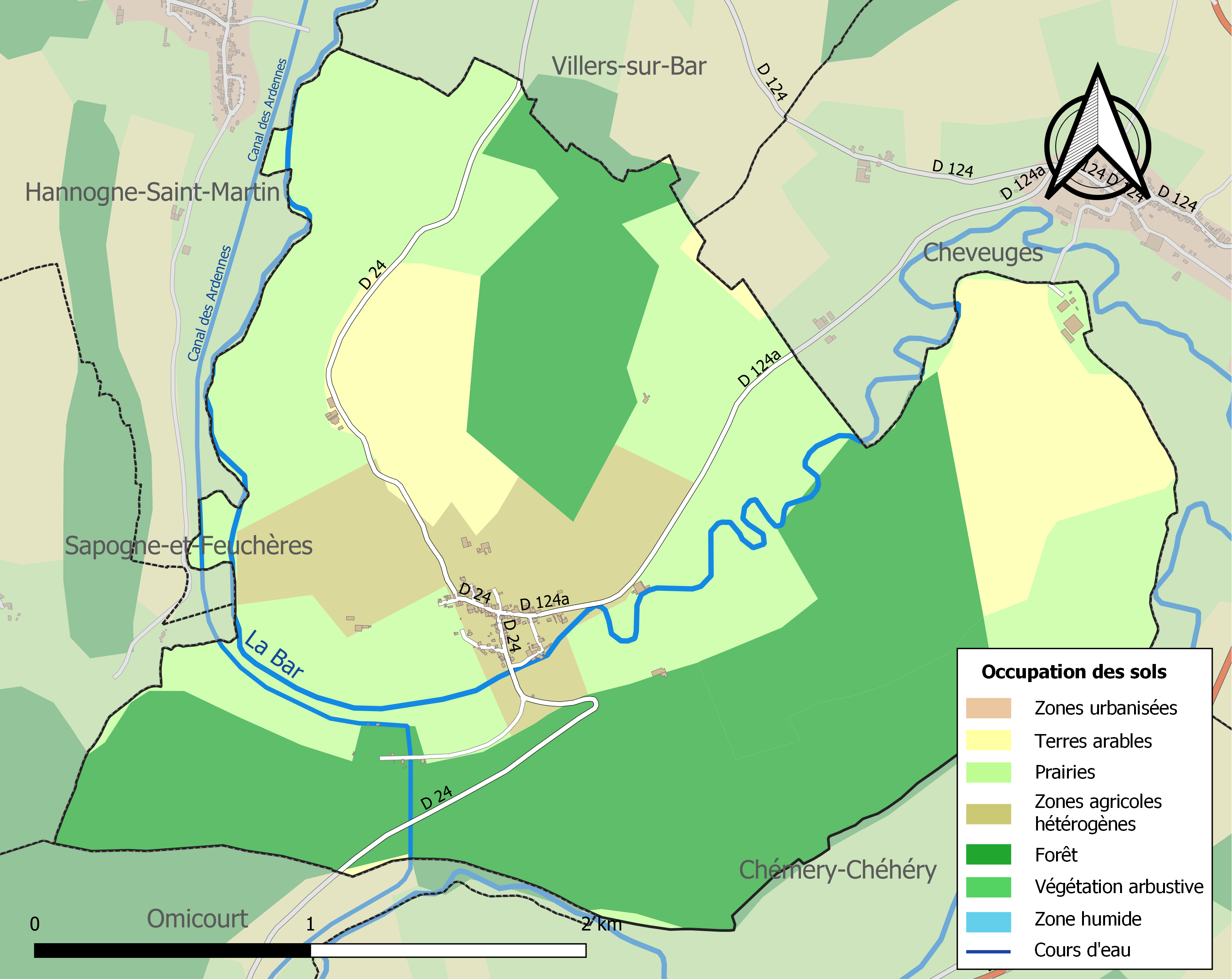
Carte des infrastructures et de l'occupation des sols de la commune en 2018 (CLC).

L'occupation des sols de la commune, telle qu'elle ressort de la base de données européenne d’occupation biophysique des sols Corine Land Cover (CLC), est marquée par l'importance des territoires agricoles (59,6 % en 2018), une proportion sensiblement équivalente à celle de 1990 (59,1 %). La répartition détaillée en 2018 est la suivante : 
forêts (40,4 %), prairies (36,6 %), terres arables (13 %), zones agricoles hétérogènes (10 %). L'évolution de l’occupation des sols de la commune et de ses infrastructures peut être observée sur les différentes représentations cartographiques du territoire : la carte de Cassini (XVIIIe siècle), la carte d'état-major (1820-1866) et les cartes ou photos aériennes de l'IGN pour la période actuelle (1950 à aujourd'hui).

### Habitat et logement
En 2021, le nombre total de logements dans la commune était de 82, alors qu'il était de 76 en 2016 et de 73 en 2011.
Parmi ces logements, 76,7 % étaient des résidences principales, 13,3 % des résidences secondaires et 10 % des logements vacants. Ces logements étaient  tous des maisons individuelles.
Le tableau ci-dessous présente la typologie des logements à Saint-Aignan en 2021 en comparaison avec celle des Ardennes et de la France entière. Une caractéristique marquante du parc de logements est ainsi une proportion de résidences secondaires et logements occasionnels (13,3 %) supérieure à celle du département (3,7 %) et à celle de la France entière (9,7 %).
| Typologie                                               | Saint-Aignan | Ardennes | France entière |
| ------------------------------------------------------- | ------------ | -------- | -------------- |
| Résidences principales (en %)                           | 76,7         | 84,7     | 82,2           |
| Résidences secondaires et logements occasionnels (en %) | 13,3         | 3,7      | 9,7            |
| Logements vacants (en %)                                | 10           | 11,6     | 8,1            |

## Toponymie
Saint-Aignan est un hagiotoponyme qui fait référence à Aignan d'Orléans qui a contribué par son habileté de négociateur à préserver la ville d’Orléans, en 451, d'une destruction totale par les Huns qui venaient de détruire entièrement Metz, avec ses habitants.
Au cours de la Révolution française, la commune porte temporairement le nom de Mont-Aignan.

## Histoire
De 1964 à 1985, la commune a été réunie à celle voisine de Cheveuges sous le nom de Cheveuges-Saint-Aignan,.

## Politique et administration

### Rattachements administratifs et électoraux

#### Rattachements administratifs
La commune se trouve depuis 1942 dans l'arrondissement de Sedan du département des Ardennes.
Elle faisait partie de 1801 à 1973 du canton de Sedan-Sud, année où elle intègre le canton de Sedan-Ouest. Dans le cadre du redécoupage cantonal de 2014 en France, cette circonscription administrative territoriale a disparu, et le canton n'est plus qu'une circonscription électorale.

#### Rattachements électoraux
Pour les élections départementales, la commune fait partie depuis 2014 du canton de Sedan-1.
Pour l'élection des députés, elle fait partie de la troisième circonscription des Ardennes.

### Intercommunalité
Saint-Aignan  était membre de la petite  communauté de communes du Pays des Sources au Val de Bar, un établissement public de coopération intercommunale (EPCI) à fiscalité propre créé en 1995 et auquel la commune avait transféré un certain nombre de ses compétences, dans les conditions déterminées par le code général des collectivités territoriales.
Conformément aux prescriptions de la loi de réforme des collectivités territoriales du 16 décembre 2010, qui a prévu le renforcement et la simplification des intercommunalités et la constitution de structures intercommunales de grande taille, celle-ci a fusionné avec ses voisines  pour former, le 1er janvier 2014, la communauté d'agglomération dénommée Ardenne Métropole, dont est désormais membre la commune.

### Liste des maires
| Période                                  | Période                        | Identité          | Étiquette | Qualité                                                     |
| ---------------------------------------- | ------------------------------ | ----------------- | --------- | ----------------------------------------------------------- |
| Les données manquantes sont à compléter. |                                |                   |           |                                                             |
| avant 1995                               | mars 2008                      | Lionel Loric      |           |                                                             |
| mars 2008                                | janvier 2020                   | François Bonhomme |           | Démissionnaire                                              |
| janvier 2020                             | juillet 2020                   | Bernard Loizon    |           |                                                             |
| juillet 2020,                            | 2023                           | Christine Loizon  |           | Cadre retraitée, femme de Bernard Loison                    |
| février 2023                             | En cours (au 30 novembre 2023) | Delphine Léonard  |           | Employée civile ou agent de service de la fonction publique |

## Population et société

### Démographie
L'évolution du nombre d'habitants est connue à travers les recensements de la population effectués dans la commune depuis 1793. Pour les communes de moins de 10 000 habitants, une enquête de recensement portant sur toute la population est réalisée tous les cinq ans, les populations de référence des années intermédiaires étant quant à elles estimées par interpolation ou extrapolation. Pour la commune, le premier recensement exhaustif entrant dans le cadre du nouveau dispositif a été réalisé en 2006.

En 2022, la commune comptait 151 habitants, en évolution de +2,72 % par rapport à 2016 (Ardennes : −2,97 %, France hors Mayotte : +2,11 %).
| 1793 | 1800 | 1806 | 1821 | 1831 | 1836 | 1841 | 1846 | 1851 |
| ---- | ---- | ---- | ---- | ---- | ---- | ---- | ---- | ---- |
| 220  | 243  | 234  | 234  | 310  | 292  | 303  | 335  | 322  |

| 1866 | 1872 | 1876 | 1881 | 1886 | 1891 | 1896 | 1901 | 1906 |
| ---- | ---- | ---- | ---- | ---- | ---- | ---- | ---- | ---- |
| 318  | 322  | 331  | 331  | 322  | 350  | 267  | 244  | 244  |

| 1911 | 1921 | 1926 | 1931 | 1936 | 1946 | 1954 | 1962 | 1990 |
| ---- | ---- | ---- | ---- | ---- | ---- | ---- | ---- | ---- |
| 214  | 187  | 165  | 147  | 155  | 148  | 158  | 187  | 146  |

| 1999 | 2006 | 2011 | 2016 | 2021 | 2022 | - | - | - |
| ---- | ---- | ---- | ---- | ---- | ---- | - | - | - |
| 150  | 140  | 138  | 147  | 153  | 151  | - | - | - |

## Culture locale et patrimoine

### Lieux et monuments
- Église Saint-Aignan  Inscrit MH (1986)[27] du XIIe siècle, et dont la nef a été refaite au XIXe siècle.
- Ancien presbytère, utilisé comme gite[28].

- Lavoir Saint-Aignan et sa fontaine  Inscrit MH (1986, Le lavoir et sa fontaine)[29], lieudit le Maupré. Le lavoir date de la première moitié du XIXe siècle et la source, miraculeuse, a été l'objet d'un pèlerinage.
- Oratoire de Saint-Aignan.
- Vestiges du château de Saint-Aignan.
- Tunnel de Saint-Aignan.

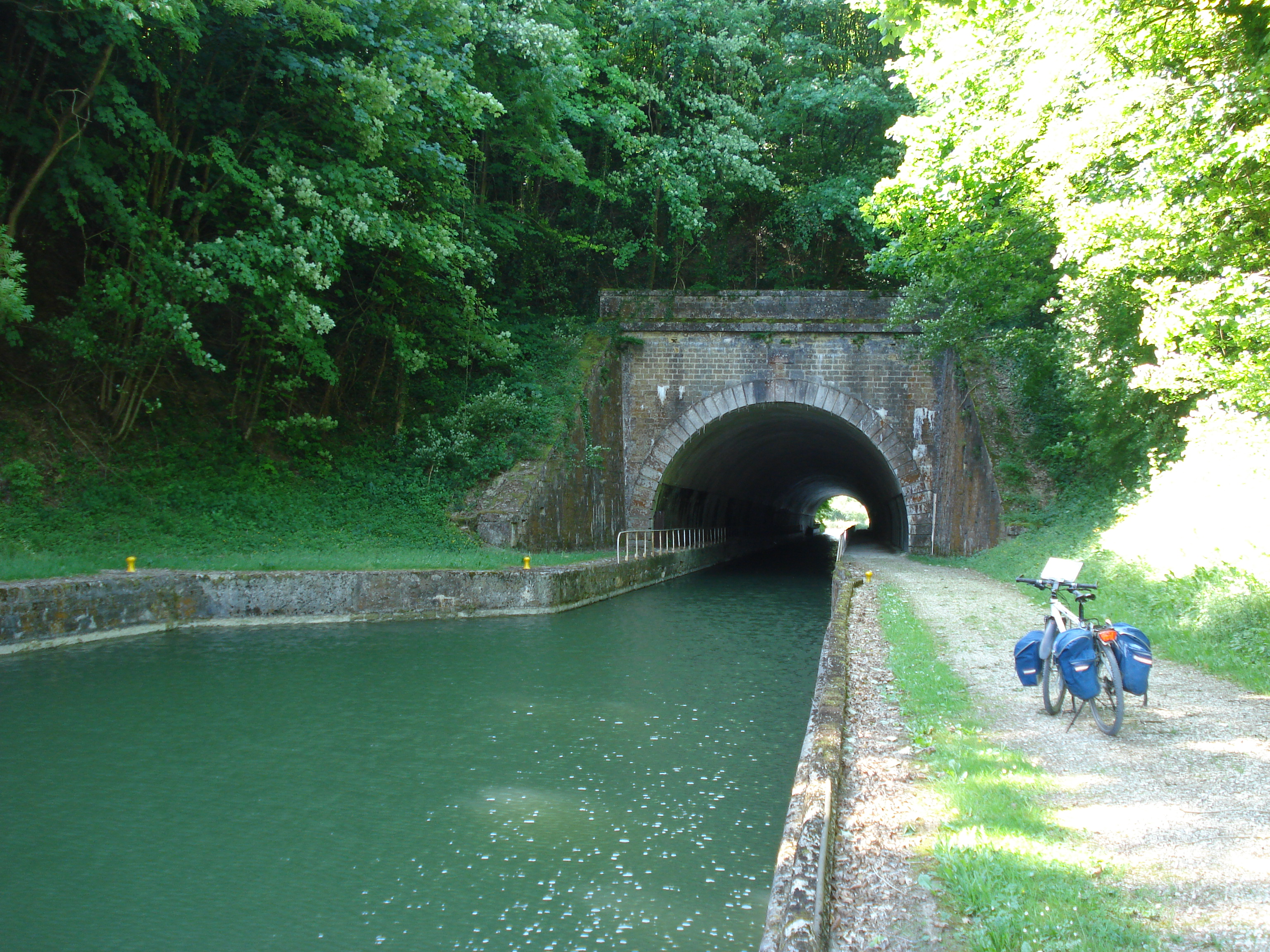
Canal des Ardennes, tunnel de Saint-Aignan.
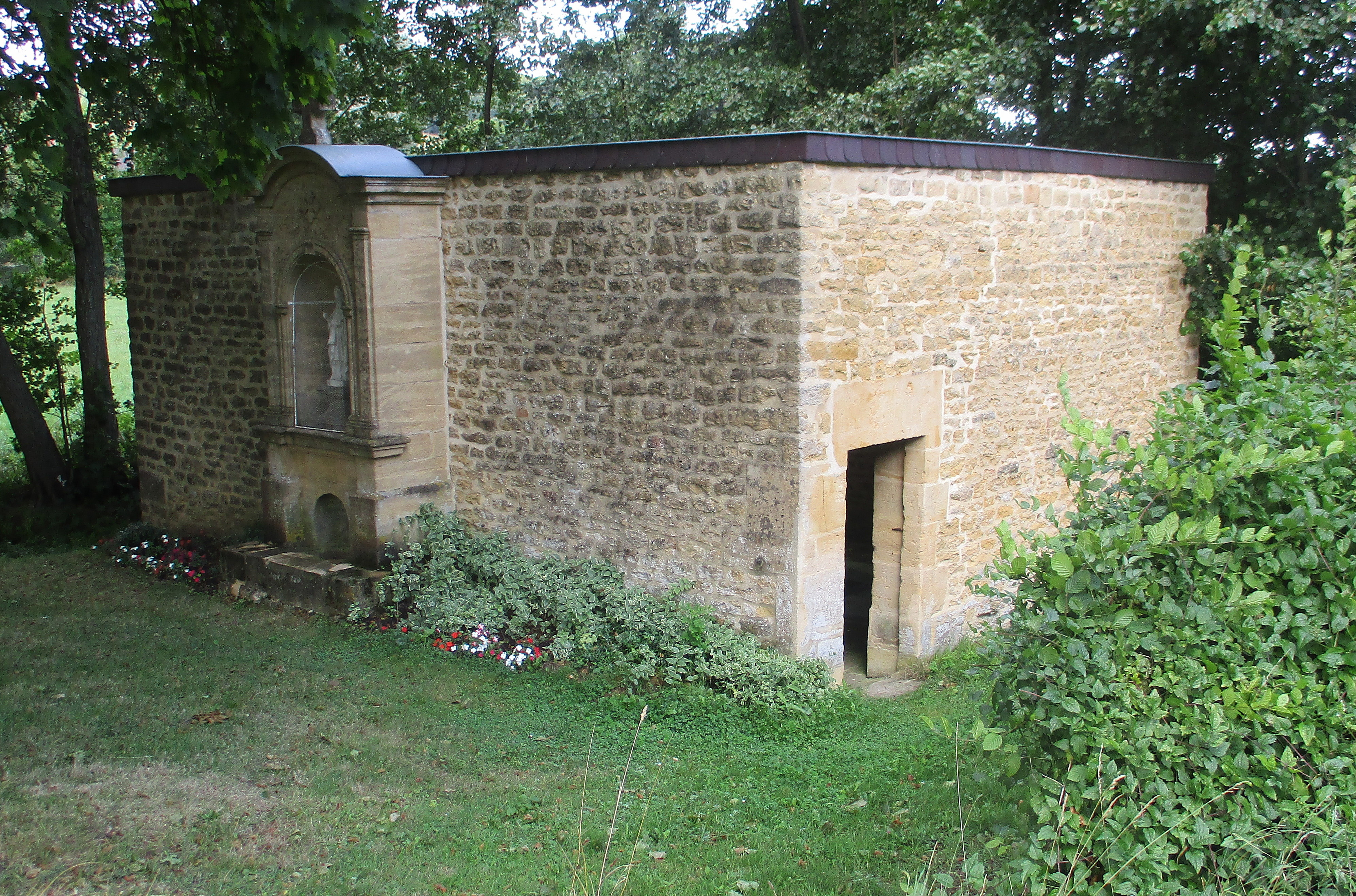
Lavoir Saint-Aignan.

### Héraldique
| Blason de Saint-Aignan | Blason  | De gueules au bar posé en pal, soutenu d'une champagne ondée d'argent, chapé de menu-vair de six cloches par tire. |
| Blason de Saint-Aignan | Détails | Adopté par délibération du conseil municipal du 27 octobre 1997.                                                   |

## Pour approfondir